# Chordodes fukuii
Chordodes fukuii är en tagelmaskart som beskrevs av Inoue 1951. Chordodes fukuii ingår i släktet Chordodes och familjen Chordodidae. Inga underarter finns listade i Catalogue of Life.